# Archelaos (Militär)
Archelaos (altgriechisch Ἀρχέλαος) war ein Ende des 4. Jahrhunderts v. Chr. lebender makedonischer Feldherr.
Archelaos war ein Freund des Diadochen Demetrios I. Poliorketes. Dieser brach 311 v. Chr. im Auftrag seines Vaters Antigonos I. Monophthalmos von Damaskus auf, um den Rivalen Seleukos I. zu bekämpfen. Er zog zunächst gegen Babylon und fand die Stadt verlassen vor, musste aber noch deren Zitadellen erobern. Eine von ihnen erstürmte er selbst und übertrug die Belagerung der anderen Zitadelle, da sie zu viel Zeit beanspruchte, dem Archelaos. Zur Bewältigung dieser Aufgabe erhielt Archelaos von Demetrios 5000 Infanteristen und 1000 Reiter zur Verfügung gestellt. Weitere Informationen über Archelaos liegen nicht vor.